# Чжен Веньґуан
Чжен Веньґуан (кит.: 郑文光; 9 квітня 1929 — 17 червня 2003) — китайський письменник, якого часто називають «батьком» сучасної китайської наукової фантастики.

## Біографія
Народився у В'єтнамі, 1947 року переїхав до КНР. 1954 року опублікував одне з перших в китайській літературі науково-фантастичних оповідань «Із Землі до Марса». Займався письменницькою діяльністю до 1983 року. Під час Культурної революції був змушений утриматися від написання творів в жанрі наукової фантастики. 1979 року видав перший науково-фантастичний роман «Політ до Центавра».
Працював асистентом-дослідником у Пекінській астрономічній обсерваторії. На Заході відомий своїм романом «Дзеркальний образ Землі» (перекладено італійською та англійською мовами).
Був членом Китайської асоціації письменників.